# Pop 2
Pop 2 is de vierde mixtape van Engelse singer-songwriter Charli XCX uitgebracht op 15 december 2017 door Asylum Records. Vele critici applaudisseerden de richting die de mixtape nam richting een minder mainstream vorm van popmuziek mede dankzij de hand van producent A. G. Cook. De mixtape bevat vele samenwerkingen, waarvan er een, Out of My Head met de Finse ALMA en Zweedse Tove Lo, als single werd uitgegeven een week voor de uitgave van de gehele mixtape. Gedurende 2018 gaf Charli XCX een vijftal concerten als onderdeel van de Pop 2 Tour.
In maart 2021 verwierf een remix van het lied Unlock It van de mixtape bekendheid door het gebruik voor een trend op TikTok. Op dat platform plaatsten vele gebruikers video's van zichzelf waarin zij dansten op het lied met hun vingers in pistoolvorm. Al snel werd het lied gebruikt onder meer dan 356.000 video's.

## Tracklist
| Nr.          | Titel                                                  | Schrijver(s)                                                                  | Producent(en)             | Duur  |
| ------------ | ------------------------------------------------------ | ----------------------------------------------------------------------------- | ------------------------- | ----- |
| 1.           | Backseat (met Carly Rae Jepsen)                        | Charli XCX, A. G. Cook, EasyFun, Carly Rae Jepsen                             | EasyFun, Cook             | 3:58  |
| 2.           | Out of My Head (met Tove Lo en ALMA)                   | Charli XCX, Sophie, Cook, Tove Lo, Alma                                       | Cook, Sophie              | 3:55  |
| 3.           | Lucky                                                  | Charli XCX, Cook, Ö                                                           | Cook, Ö                   | 3:35  |
| 4.           | Tears (met Caroline Polachek)                          | Charli XCX, Cook, Caroline Polachek                                           | Cook                      | 4:13  |
| 5.           | I Got It (met Brooke Candy, cupcakKe en Pabllo Vittar) | Charli XCX, Cook, Cupcakke, Jesse St. John Geller, Pabllo Vittar              | Cook, umru                | 3:51  |
| 6.           | Femmebot (met Dorian Electra en Mykki Blanco)          | Cook, David Gamson, EasyFun, Fransisca Hall, Mykki Blanco                     | Cook, Gamson, EasyFun     | 3:38  |
| 7.           | Delicious (met Tommy Cash)                             | Charli XCX, Cook, Thomas Tammemets                                            | Cook                      | 4:32  |
| 8.           | Unlock It (met Kim Petras en Jay Park)                 | Charli XCX, Cook, Kim Petras, Jay Park                                        | Cook, Life Sim            | 3:52  |
| 9.           | Porsche (met MØ)                                       | Charli XCX, Cook, King Henry, Cassia O'Reilly, Karen Marie Ørsted             | Cook, EasyFun, King Henry | 3:26  |
| 10.          | Track 10                                               | Charli XCX, Cook, Mikkel Eriksen, Tor Erik Hemansen, Noonie Bao, Sasha Sloane | Cook, Lil Data, Life Sim  | 5:26  |
| Totale duur: | Totale duur:                                           | Totale duur:                                                                  | Totale duur:              | 40:26 |

Opmerkingen
- Sinds mei 2021 wordt Unlock It op Spotify weergegeven als Unlock it (Lock it).
- Delicious bevat een sample van Boom Clap, die als een ringtone in het lied afgaat.
- Track 10 is een remix van Blame It on Your Love van het album Charli uit 2019. Hoewel Track 10 dus twee jaar eerder is uitgebracht, wordt Blame It on Your Love als het originele lied gezien.

## Tour

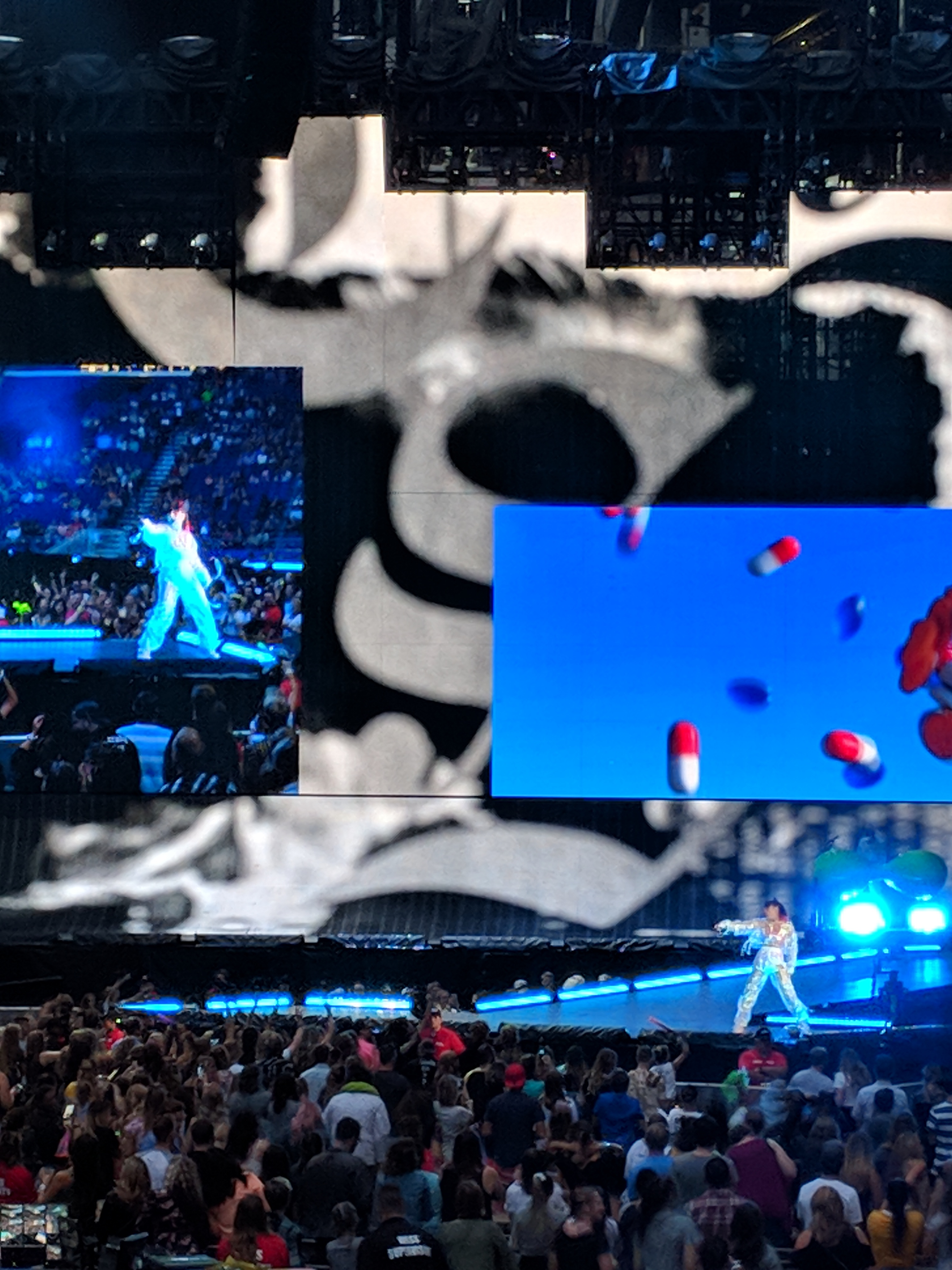
Charli XCX als voorprogramma voor Taylor Swift in Minneapolis.

Naast XCX' eigen Pop 2 Tour was de zangeres in 2018 ook te zien als voorprogramma tijdens de Reputation Stadium Tour van Taylor Swift.
| Datum           | Stad        | Land                | Locatie             |
| --------------- | ----------- | ------------------- | ------------------- |
| 15 maart 2018   | Los Angeles | Verenigde Staten    | El Rey Theatre      |
| 18 maart 2018   | New York    | Verenigde Staten    | Elsewhere           |
| 19 juni 2018    | Londen      | Verenigd Koninkrijk | Village Underground |
| 20 juni 2018    | Parijs      | Frankrijk           | La Maroquinerie     |
| 23 oktober 2018 | Sydney      | Australië           | The Metro           |